# Palacio Buonaccorsi
El Palacio Buonaccorsi es un palacio ubicado en Macearata. Es sede de los museos cívicos del Palacio Buonaccorsi y en su interior alberga la Biblioteca Amadeo Ricci.
El palacio se sobre los restos de un castrum romano. Además, toma el nombre de la familia que en el habitó hasta 1967, los Buonaccorsi. 

## Historia
El palacio se levanta en una zona que en la Alta Edad Media constituía el límite exterior del llamado Podium Sancti Juliani, que en 1138 se unió al castrum que dominaba desde lo alto del cerro, dando vida al Municipio Libre de Macerata. En 1200 la misma zona, como toda la zona circundante, pasó a formar parte de las propiedades de la familia feudal de los Compagnoni y en 1300 se incluyó en el círculo de la ciudad fortificada. La familia Buonaccorsi, especialmente Simone Compagnoni, durante el siglo XVII tendió a restablecerse en su tierra natal y en 1652, gracias a los Buonaccorso que se había convertido en un clérigo de cámara en ese momento, recuperó la nobleza de Macerata. Habiendo obtenido así la afirmación de la familia, Simone decidió ceder a la familia un edificio correspondiente a su poder económico y al título del conde. En 1717 había gastado la enorme suma de 19 530 escudos pero a su muerte en 1743, había dejado un edificio digno de ellos y su ciudad a sus descendientes. En 1746, apenas tres años después de la muerte de Raimondo Buonaccorsi, la familia obtuvo la admisión al patriciado de Roma del papa Benedicto XIV, trasladando sus intereses a la capital. En 1853 un familiar, Flavio, tras casarse con la princesa Ángela Chigi, decide regresar a Macerata y restaura el palacio con importantes transformaciones como la inclusión de la logia en el frente norte. Comenzó un período de decadencia para el edificio, utilizado tanto por la familia como por una serie de inquilinos, hasta que fue comprado por el Ayuntamiento en 1967.

## Arquitectura
En 1697 Simone Buonaccorsi le encargó la creación de una nueva residencia fusionando casas más antiguas al arquitecto romano Giovan Battista Contini, alumno de Bernini. La obra se completó en 1718 con las intervenciones de Ludovico Gregoriani, quien añadió el patio y el jardín italiano.
El interior del palacio es una mezcla de estilo barroco y rococó, centrándose en el gran Salón de la Eneida, con una bóveda de pabellón con frescos de las Bodas de Baco y Ariadna, de Michelangelo Ricciolini. En las paredes, lienzos contemporáneos narraban historias de la Eneida.